# Limiteur
Pour les articles homonymes, voir limiteur (homonymie).

Comparaison entre écrêtages progressif (soft clipping) et abrupt (hard cliping) dans le domaine temporel. Au dessus d'un seuil (threshold), le signal transmis subit une distorsion.

En électronique, un limiteur est un circuit qui permet aux signaux inférieurs à une puissance ou un niveau d'entrée de seuil spécifié d'être transmis linéairement tout en atténuant ou en supprimant les pics des signaux plus forts qui dépassent ce seuil. Cette opération sur les signaux dépassant le seuil produit une distorsion du signal. L'écrêtage est un type de compression dynamique du signal. L'écrêtage est la forme radicale de la limitation.
La limitation d'amplitude correspond à tout processus par lequel on empêche l'amplitude d'un signal de dépasser une valeur prédéterminée dans le domaine temporel. La limitation peut aussi être opérée dans le domaine de frequentiel.
Les limiteurs sont couramment utilisés comme dispositif de sécurité dans les applications de sonorisation et de radiodiffusion en direct pour empêcher les pics de signal soudains de se produire. Les limiteurs sont également utilisés comme dispositifs de protection dans certains composants des systèmes de sonorisation (par exemple, les tables de mixage et les amplificateurs audio alimentés) et dans certains amplificateurs de basse, afin d'éviter toute distorsion indésirable ou tout dommage aux haut-parleurs.

## Types

Principe électronique d'une protection à limiteur à deux diodes tête-bêche de type écrêteur : le signal de sortie est écrêté au dessus du seuil.

La limitation peut faire référence à une gamme de traitements conçus pour limiter l'amplitude maximale d'un signal. Les traitements, par ordre d'effet décroissant, vont de l'écrêtage, dans lequel un signal passe normalement mais est écrêté dès qu'il dépasse un seuil donné ; l'écrêtage progressif (soft) qui compresse les pics au lieu de les écrêter ; un limiteur dur (hard), un type de compresseur dynamique audio à gain variable, dans lequel le gain d'un amplificateur est modifié très rapidement pour empêcher le signal de dépasser un seuil ou un limiteur doux qui réduit la sortie maximale par un effet de compression de gain .

## Dans les amplificateurs
Les amplificateurs pour basse électrique et les amplificateurs de puissance sont le plus souvent équipés de circuits limiteurs pour éviter la surcharge de l'amplificateur de puissance et protéger les haut-parleurs. Les amplificateurs pour guitare électrique ne sont généralement pas équipés de limiteurs.
Dans les récepteurs RF et radar, des diodes PIN peuvent être utilisées dans les circuits limiteurs pour renvoyer l'énergie vers la source ou écrêter le signal.

## En radio FM
Un récepteur radio FM possède généralement au moins un étage d'amplification qui remplit une fonction de limitation. Cet étage fournit un niveau constant de signal à l'étage du démodulateur FM, réduisant ainsi l'effet des changements de niveau du signal d'entrée sur la sortie. Si deux ou plusieurs signaux sont reçus en même temps, un étage limiteur performant peut réduire considérablement l'effet des signaux les plus faibles sur la sortie. C'est ce que l'on appelle communément l'effet de capture (en) FM.
En général, les démodulateurs FM ne sont pas affectés par les variations d'amplitude, puisque l'information en bande de base est contenue dans les déviations de fréquence (en). Certains détecteurs, dont le circuit détecteur de rapport, limitent intrinsèquement le gain par la nature de la conception du circuit. Dans le cas de la radio AM, l'information se trouve dans les variations d'amplitude, et une distorsion peut se produire en raison de signaux parasites susceptibles de fausser la représentation de la bande de base.

## Dans l'aérospatiale et le militaire
Pour les postes radio bidirectionnels militaires et les télécommunications vocales VHF des avions, le limiteur de voix est connu sous le nom de vogad (en).
Il est conçu pour fonctionner avec des niveaux élevés de bruit de fond près du microphone. Une forme de limiteur fonctionne en convertissant le signal audio en une fréquence ultrasonique, en limitant fortement ce signal, puis en convertissant le résultat en fréquence.
puis en convertissant le résultat dans la bande basse. La conversion de fréquence utilise un système hétérodyne de suppression de bande image. L'avantage d'écrêter le signal supersonique est que les harmoniques impaires produites seront toujours hors bande lors de la conversion vers le bas. Ceci est en contraste avec la limitation dure standard, comme dans une boîte de fuzz de guitare électrique, où les harmoniques sont très audibles.
Ce dispositif donne finalement un caractère distinctif à la communication vocale, qui, malgré une forte distorsion, garantit que les mots prononcés restent clairs.

## En production audio
Les ingénieurs de mastering (en) utilisent souvent la limitation combinée au gain de maquillage pour augmenter la sonie perçue d'un enregistrement audio pendant le processus de mastering,.
Un compresseur audio avec un rapport 10:1 ou supérieur est assimilable à  un limiteur audio.
Il existe différents types de limiteurs audio:
- Limiteurs à bande de fréquence complète : ce type de limiteur agit sur la bande de fréquence complète utile du  signal ;
- Limiteurs multi-bandes : ce type de limiteur est capable d'effectuer des opérations de limitation du signal dans  plusieurs bandes de fréquences pour contrôle plus précis sur un mixage du mixage ;
- Limiteurs de crête réels : ce type de limiteur agit sur la valeur crête du signal analogique réel dans le domaine temporel ;
- Limiteurs dits "mur de briques" (brickwall) : ce type de limiteur bloque tout son qui dépasse un seuil prédéfini.

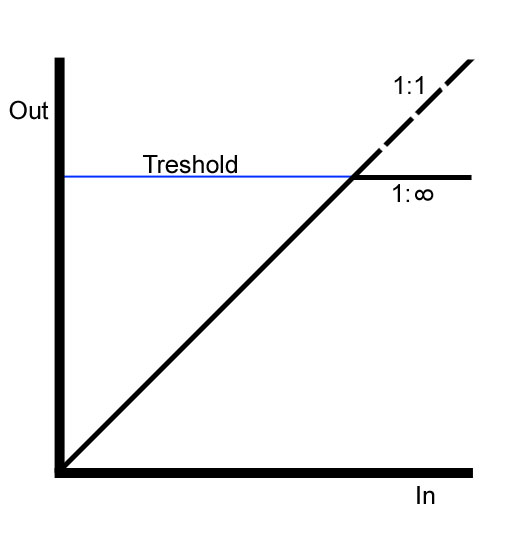
Limiteur de type compresseur audio à pente infinie ou "mur de briques"

.